# Samsung i8910 HD
Das Samsung i8910 HD ist ein Smartphone des südkoreanischen Konzerns Samsung. Seit Februar 2009 ist das Samsung i8910 HD auf dem deutschen Markt erhältlich. Es wird von der Presse teilweise auch als Omnia HD bezeichnet, nicht jedoch von Samsung selbst, da Omnia nur für Geräte auf Windows-Basis steht.
Das Samsung i8910 HD läuft auf Basis des Betriebssystems Symbian S60 5th Edition (auch Symbian^1 genannt). Die Bedienung erfolgt über einem kapazitiven „AMOLED“-Sensorbildschirm mit einer Auflösung von 360×640 Pixeln. Mit einer Bildschirmabmessung von 3,7 Zoll bzw. 9,4 cm lieferte Samsung zum Erscheinungszeitpunkt den größten Bildschirm in dieser Technologie. Das Smartphone verfügt über eine 8-Megapixel-Kamera und kann als erstes Mobiltelefon HD-Videos mit einer Auflösung von 1280×720 Pixeln aufnehmen (720p, 24 Bilder/Sek.).
Anschlusstechnisch bietet das Smartphone Wi-Fi mit DLNA, Bluetooth 2.0 mit A2DP, einen Standard-Micro-USB-Anschluss, einen 3,5-mm-Audioanschluss und TV-Ausgang. Der eingebaute GPS-Empfänger mit A-GPS wird von der optionalen Software Samsung Mobile Navigator (Route 66) genutzt.
Das Samsung i8910 HD ist mit folgenden Sensoren ausgestattet:
- Beschleunigungssensor zum automatischen Kippen des Bildes und Stummschalten durch Umdrehen
- Näherungssensor zur automatischen Bildschirmausschaltung
- Magnetometer als digitaler Kompass